# 1251 Хедера
1251 Хедера (1251 Hedera) — астероїд головного поясу, відкритий 25 січня 1933 року.
Тіссеранів параметр щодо Юпітера — 3,335.